# اورنیاک (شهرستان ایشیمبایسکی، باشقیرستان)
اورنیاک (انگلیسی: Urnyak, Ishimbaysky District, Republic of Bashkortostan) یک شهرک در شهرستان ایشیمبایسکی استان باشقیرستان کشور روسیه است.